# Krigen i de tre kongeriger
|  | Artiklen indgår i en serie om Irlands historie |
Krigen i de tre kongeriger (der også kaldes Krigen i de tre nationer og den britiske borgerkrig) var en serie af sammenflettede konflikter, der fandt sted i Skotland, Irland og England mellem 1639 og 1651, efter at disse tre lande var kommet under "personligt styre" af den samme konge. Den engelske borgerkrig er den bedst kendte af disse konflikter. Krigen var et resultat af spændinger mellem konge og undersåtter over religiøse og civile stridigheder. De religiøse stridigheder drejede sig om, hvorvidt religionen skulle dikteres af monarken eller skulle vælges af dem, der havde en direkte forbindelse til Gud. De civile spørgsmål var, i hvilket omfang monarkens magt skulle indskrænkes af parlamentet – mere specifikt hvorvidt monarken kunne hæve skatter og danne hære uden parlamentets samtykke. Derudover havde konflikten nationale undertoner, da Irland og Skotland gjorde oprør mod den engelske forrang inden for de tre kongeriger. Det engelske parlaments sejr – endeligt under Oliver Cromwell – over konge, skotter og irere var afgørende for dannelsen af Storbritanniens fremtidige konstitutionelle monarki med den politiske magt centreret i London. Krigen i de tre kongeriger kan ses parallelt til lignende konflikter i samtidens Europa – som Fronde i Frankrig og opstandene i Nederlandene, Catalonien og Portugal mod spansk herredømme.
Nogle historikere har karakteriseret perioden som en krisetid i Europa, særegent ved opstande mod stærkt absolutistiske monarker.
Krigen inkluderede Bispekrigene i 1639 og 1640, den Skotske borgerkrig i 1644-45, Den irske opstand i 1641, Det irske forbund 1642-49, Cromwells erobring af Irland 1649-53 (også bare kaldt De Irske Forbundskrige); samt den første, anden og tredje engelske borgerkrig i 1642-46, 1648-49 og 1650-51.
Det at kalde disse konflikter for krigen i de tre kongeriger repræsenterer en ny tendens blandt historikere og sigter på at betragte og skabe et samlet overblik i stedet for at se nogle af disse konflikter som baggrund for den engelske borgerkrig. Nogle, eksempelvis Gaunt, Plant og Gillon, har også kaldt konflikterne for den britiske borgerkrig, – men dette har affødt forvirring, idet kongedømmerne ikke blev en politisk enhed før Unionsloven af 1800.